# Rio Tibiri
O rio Tibiri é um curso d'água que banha o município de Santa Rita, no estado brasileiro da Paraíba. Perene da nascente à sua foz, é responsável pelo abastecimento da maior parte da água potável da cidade de Santa Rita, a qual é captada no Açude Tibiri, às margens da BR-230. Recentemente, tem tido sua perenidade ameaçada pelo desmatamento de suas margens e cabeceiras, assim como pelo assoreamento.
A construção desordenada de balneários e a utilização de agrotóxicos pelas lavouras de cana-de-açúcar também promovem problemas no abastecimento e poluição hídrica.

## História

### Etimologia

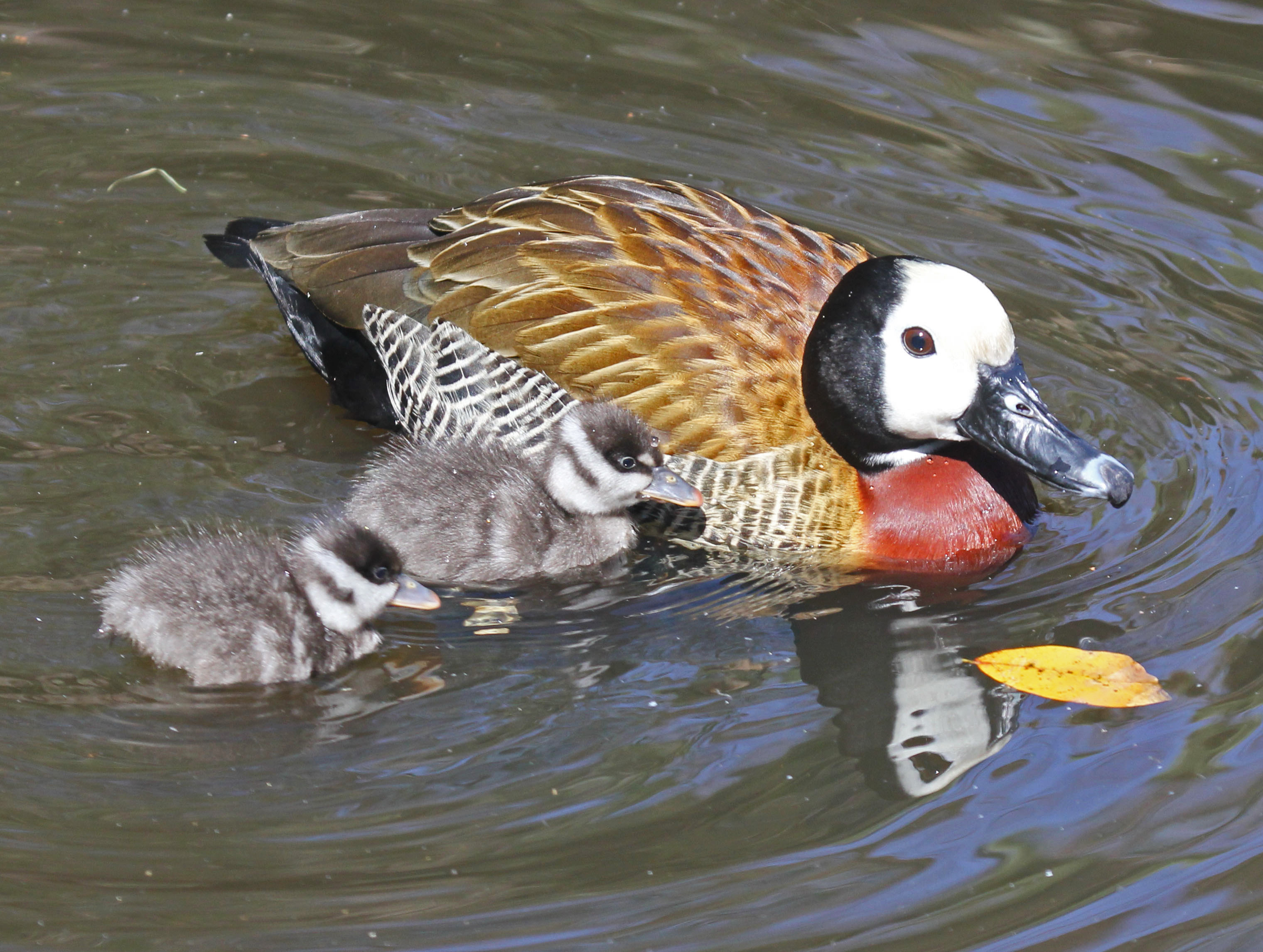
O paturi, ave outrora abundante, deu nome a uma lagoa da região.

Segundo Frei Vicente do Salvador, em seu livro História do Brasil, de 1626, o topônimo Tibiri é derivado da palavra tupi Tibir-y ou Tibi-r-y, que, em português, significa "rio do sepultado" (ou "da sepultura"). O tupinólogo Eduardo de Almeida Navarro, no entanto, dá outra etimologia para o topônimoː segundo ele, "Tibiri" deriva do tupi antigo tybyry, que significa "rio da poeira" (tybyra, poeira e 'y, rio).
No mapa Provincia di Paraiba (1698), do italiano Andreas Antonius Horatius, já consta o rio com o nome Tibery.

### Povoamento de suas margens
Antes da conquista portuguesa da Paraíba, em 1585, havia, às margens do rio Tibiri, duas grandes aldeias de índios tabajaras, que se aldearam lá vindos de Pernambuco com a permissão de seus então aliados, os potiguaras, originais ocupantes da região. A primeira aldeia, chefiada pelo cacique Pirajibe , localizava-se no baixo rio Tibiri e contava com mais de três mil índios. A segunda, mais acima, era chefiada pelo cacique Guirajibe. Ambas seriam destruídas pelos conquistadores portugueses, após tentativa frustrada de firmar um acordo de paz com tais caciques.
Em 1585, após finalmente firmar-se acordo de paz com os tabajaras e, posteriormente, ser fundada a cidade de João Pessoa, a região do rio Tibiri começou a ser povoada por europeus, índios e escravos. Começou-se então a implantar engenhos de cana-de-açúcar na região, cujo solo era muito propício a essa cultura.

## Sub-bacia
Tributário da bacia do rio Paraíba, o Tibiri nasce em uma lagoa represada artificialmente com a construção da rodovia PB-016 (região de Corvoada, no Município de Pedras de Fogo-PB), uma estrada que sai da rodovia BR-230 e que vai para o distrito de Odilândia. Logo em sua nascente, numa importante região de afloramentos aquíferos, o rio recebe as águas de algumas lagoas, entre elas a lagoa do Paturi, em sua margem esquerda, e a lagoa Tibiri, à direita, que é seu principal afluente até a foz. Mais adiante, é cortado pelas tubulações do gasoduto da Transpetro, subsidiária da Petrobras. Após percorrer uma extensa zona rural no município de Santa Rita e passar pela comunidade de Tibirizinho, o rio deságua na lagoa Barriga Cheia e, desta, no açude Tibiri (ambas separadas pela rodovia BR-230). A partir daí, recebe a denominação de Rio Preto. Tributário da margem direita do rio Paraíba, o Tibiri não conta, em sua sub-bacia, com afluentes de caudal relevante, registrando-se, apenas, pequenos regatos e lagoas.
Próximo às suas cabeceiras, há importantes resquícios desprotegidos de Mata Atlântica (mata de tabuleiro e mata ciliar) nas terras que pertencem à Usina São João, a qual é uma área de evidente potencial ecoturístico ainda inexplorado.
Em março de 2008, uma operação da Polícia Florestal da Paraíba detectou a existência de quatro barramentos construídos ilegalmente ao longo do rio. As estruturas, erguidas em balneários e para a irrigação, foram responsáveis pela falta de água no município em várias ocasiões. Após inspeção, todos os proprietários de sítios com barreamentos anunciaram que não mais represarão as águas do rio, para evitar transtornos no abastecimento de água da cidade de Santa Rita. Por conta disso, o governador da Paraíba, Ricardo Coutinho, autorizou, em ato solene no dia 3 de dezembro de 2012, o início da construção de uma barragem de nível no rio, para que haja captação  regular de água no município de Santa Rita. A obra foi orçada em 2 900 000 reais e os recursos serão provenientes dos governos federal e estadual dentro do Plano de Aceleração do Crescimento (PAC 2).